# نظام‌آباد (کرمانشاه)
نظام‌آباد روستایی پایروند نشین  در دهستان میان دربند بخش مرکزی شهرستان کرمانشاه استان کرمانشاه ایران است.

## جمعیت
بر پایه سرشماری عمومی نفوس و مسکن در سال ۱۳۹۵ جمعیت این روستا ۲۲۴ نفر (۶۳خانوار) بوده‌است.